# Атанас Стефанов
Атанас Стефанов (болг. Атанас Стефанов Стефанов; 13 вересня 1891, Велико-Тирново — 12 вересня 1944, біля Плевена) — болгарський офіцер, генерал-лейтенант (1943). Активіст руху аероклубів. Начальник Фронту-Прикриття під час Другої світової війни. Автор щоденників.
Убитий групою комуністичних терористів.

## Освіта
Закінчив Військове училище (1912) Кулиметне училище при Першій армії (1918) Штаб-офіцерський курс Військового училища (1922), Військова академія в Софії (1926).

## Військова служба
- У 1912 — командир взводу в 18-му піхотному полку.
- У 1912-1913 брав участь в Балканських війнах.
- З 22 вересня 1912 — командир 6-ї роти в 18-му піхотному полку.
- З 21 грудня 1912 — командир взводу, потім командир 2-ї роти в 2-му піхотному полку.
- З 30 січня 1913 — знову командир 6-ї роти в 18-му піхотному полку.
- З серпня 1913 по 1914 — командир взводу, тимчасовий командир роти в 18-му піхотному полку.
- У 1915 — ад'ютант 2-ї бригади 5-ї піхотної дивізії.
- У 1915-1918 брав участь у Першій світовій війні.
- З 10 вересня 1915 по 25 листопада 1916 — знову командир 6-ї роти в 18-му піхотному полку.
- З 25 листопада 1916 по 1 вересня 1917 — інструктор в школі підпоручиків запасу (командир 3-го взводу 4-й кулеметної роти).
- З 1 вересня 1917 по 30 вересня 1918 — командир роти (6-ї, потім 4-ї кулеметної), а з 25 серпня 1918 — заступник командира 1-ї дружини (батальйону) в 18-му піхотному полку.
- У 1919-1920 — командир нестройової роти в Тирново.
- У 1921-1922 — командир роти, з 13 червня 1922 — завідувач господарством в 4-му піхотному батальйоні.
- У 1923 служив в 3-му прикордонному секторі.
- У 1923-1924 — командир 2-ї роти юнкерів в Військовому училищі.
- З 17 травня 1926 по 1 серпня 1927 стажувався в секції 2-го мобілізаційного відділу штабу армії.
- З 31 серпня 1927 по 4 березня 1928 стажувався в Дирекції повітроплавання.
- З 1 квітня 1928 по 1 червня 1933 — командир навчального батальйону при піхотній школі.
- З 1 червня 1933 по 1 липня 1935 — начальник відділення штабу армії.
- З 1 липня по 1 листопада 1935 — начальник штабу 4-ї армійської області.
- З 1 листопада по 18 листопада 1935 — начальник оперативного відділу штабу армії.
- З 18 листопада 1935 по 1 листопада 1936 — начальник піхотної школи, редактор журналу «Сучасна піхота».
- З 1 листопада 1936 — командир 5-ї піхотної дивізії.
- З 25 вересня 1940 — командувач фронтом прикриття.
- З 11 серпня 1941 — командир 4-ї армії.

## Військові звання
З 2 серпня 1912 — підпоручник
З 2 серпня 1914 — поручник
З 20 липня 1917 — капітан
З 27 листопада 1923 — майор
З 5 грудня 1927 — підполковник
З 18 липня 1934 — полковник
З 1 січня 1940 — генерал-майор
З 1 січня 1943 — генерал-лейтенант

## Нагороди
- Орден «За хоробрість» 4-го ступеня, 1-го і 2-го класу
- Орден «Святий Олександр» 3-й і 5-го ступенів
- Орден «За військові заслуги» 4-го ступеня на військовій стрічці
- Залізний хрест 2-го класу (Німеччина).